# Repúblicas da Rússia
Entre as divisões de primeira ordem da Federação Russa há 24 que têm o estatuto de República Autônoma, organizando-se em geral em territórios tradicionais de minorias étnicas ou de grupos minoritários (várias minorias numa única república, caso do Daguestão). Embora as repúblicas se distribuam um pouco por todo o território russo, há três áreas onde elas se concentram: o norte do Cáucaso, a área entre o rio Volga e os montes Urais e a região do lago Baikal. A República Autónoma da Crimeia, a República Popular de Donetsk e a República Popular de Lugansk estão em disputa entre Rússia e Ucrânia.
As 21 repúblicas internacionalmente reconhecidas da Rússia são as seguintes:
| 1. Adigueia 2. Altai 3. Bascortostão 4. Buriácia 5. Daguestão 6. Inguchétia 7. Cabárdia-Balcária |  | 8. Calmúquia 9. Carachai-Circássia 10. Carélia 11. Cómi 12. Mari El 13. Mordóvia |  | 14. Sakha/Iacútia 15. Ossétia do Norte-Alânia 16. Tartaristão 17. Tuva 18. Udmúrtia 19. Cacássia 20. Chechénia 21. Chuváchia |

## Reivindicações
| 22. A Crimeia foi anexada, mas a anexação não é reconhecida por muitos países, que a consideram ainda parte da Ucrânia. · 23. A República Popular de Donetsk · 24. A República Popular de Lugansk |

## Presidentes das repúblicas
- Lista de presidentes da República da Carélia
- Lista de presidentes da Chechênia
- Lista de presidentes da Adiguésia
- Lista de presidentes da Carachai-Circássia
- Lista de presidentes da Cabárdia-Balcária
- Lista de presidentes de Altai
- Lista de presidentes de Tuva
- Lista de presidentes da Udmúrtia
- Lista de presidentes da Cacássia
- Lista de presidentes da Chuváchia
- Lista de presidentes da Mordóvia
- Lista de presidentes do Tartaristão
- Lista de presidentes de Mari El
- Lista de presidentes da Ossétia do Norte-Alânia
- Lista de presidentes da Calmúquia
- Lista de presidentes do Daguestão
- Lista de presidentes de Sakha Iacútia
- Lista de presidentes de Bascortostão
- Lista de presidentes da Buriácia
- Lista de presidentes da Inguchétia